# 병벌레과
병벌레과(Nebelidae)는 유각변형충목에 속하는 아메바류과의 하나이다. 뿔병벌레(Nebela caudata) 등을 포함하고 있다.

## 하위 속
- Alocodera
- Apodera
- Argynnia
- Certesella
- 병벌레속 (Nebela)
- Physochila
- Porosia
- Schoenbornia